# أمين عزام
أمين عزام (بالإنجليزية: Amin Azzam)‏ هو أستاذ في قسم الطب النفسي في جامعة كاليفورنيا في سان فرانسيسكو في كلية الطب. وهو أيضا أستاذ في جامعة كاليفورنيا في بيركلي ومدير مشارك من جامعة كاليفورنيا في بيركلي في جامعة كاليفورنيا بسان فرانسيسكو الطبية المشتركة في برنامج «التعلم القائم على حل المشكلات» الذي يُديره هو بنفسه من خلال الاعتماد على المناهج الدراسية.
أمين معروف بتدريس مقرر الصف الرابع للطلاب المساهمين في ويكيبيديا والذين يقومون بتحرير مقالاتها خاصة تلك التي تتعلق بالمواضيع الطبية. حيث كان المشروع في البداية عبارة عن فكرة من أحد طلابه والذي يُدعى مايكل توركين في عام 2012، وكان حينها أمين متشككا في مدى روعة الفكرة وإمكانية تطبيقها على أرض الواقع لكنه سرعان ما اقتنع بها واعترف بأنها فكرة جيدة، فاجتمع بمايكل ورسما مخططا لها. ويُعتبر أمين أول من عقد دورة في جامعة كاليفورنيا حول ويكيبيديا وذلك بحلول كانون الأول/ديسمبر 2013. أما فيما يتعلق بالصف فقد قال: «الصف هو جزء من مجتمع الأطباء المساهمين في ويكيبيديا وذلك من أجل الوصول المفتوح للمعلومات التي يرغب العالم في مطالعتها.»

## التعليم
حصل عزام على درجة البكالوريوس من جامعة روتشستر كما حصل على شهادة الطب من كلية الطب في فرجينيا. ثم أكمل دراسته وتخصص في مجال الطب النفسي في جامعة كاليفورنيا الموجودة في سان فرانسيسكو كما حصل على شهادة الماجستير في التعليم من جامعة كاليفورنيا في بيركلي.